# Cauchy-Schwarz' ulighed
I matematikken er Cauchy-Schwarz' ulighed, også kendt som Schwarzuligheden, Cauchyuligheden eller Cauchy-Bunjakovskij-Schwarz-uligheden, opkaldt efter Augustin Louis Cauchy, Viktor Jakovlevich Bunjakovskij og Hermann Amandus Schwarz, en nyttig ulighed, der stødes på på flere forskellige områder, såsom i lineær algebra anvendt på vektorer, i analyse anvendt på uendelige rækker og integration af produkter og i sandsynlighedsteori anvendt på varianser og covarianser.
Uligheden siger, at hvis x og y er elementer i et reelt eller komplekst indre produkt-rum gælder, at
{\displaystyle |\langle x,y\rangle |^{2}\leq \langle x,x\rangle \cdot \langle y,y\rangle .}
De to sider er lig hinanden hvis og kun hvis x og y er lineært afhængige (eller i geometrisk forstand; at de er parallelle.) Dette står i kontrast til den egenskab, at det indre produkt af to vektorer er nul, hvis og kun hvis de er ortogonale (eller vinkelrette) på hinanden.
Uligheden giver dermed mening til idéen om "en vinkel mellem to vektorer" i forbindelse med et indre produkt, hvor begreberne fra Euklidisk geometri ikke umiddelbart giver mening, og det retfærdiggør den opfattelse, at indre produkt-rum er generaliseringer af euklidiske vektorrum.
En vigtig følge af Cauchy-Schwarz' ulighed er, at det indre produkt er en kontinuert funktion.
En anden version af Cauchy-Schwarz' ulighed er givet ved brug af normnotation, idet
{\displaystyle |\langle x,y\rangle |\leq \|x\|\cdot \|y\|.\,}
Det endeligdimensionale tilfælde af uligheden blev vist af Cauchy i 1821, og beviset for det generelle tilfælde blev publiceret af Bunjakovskij i 1859. Schwarz' arbejde fremkom blot 25 år senere.

## Bevis
Beviset er trivielt for y = 0, så det kan antages at <y, y> er forskellig fra nul. Lad {\displaystyle \lambda } være et komplekst tal. Da gælder, at
{\displaystyle 0\leq \left\|x-\lambda y\right\|^{2}=\langle x-\lambda y,x-\lambda y\rangle }
{\displaystyle =\langle x,x\rangle -\lambda \langle x,y\rangle -\lambda \langle y,x\rangle +|\lambda |^{2}\langle y,y\rangle .}
Ved at vælge
{\displaystyle \lambda =\langle x,y\rangle \cdot \langle y,y\rangle ^{-1}}
opnås
{\displaystyle 0\leq \langle x,x\rangle -|\langle x,y\rangle |^{2}\cdot \langle y,y\rangle ^{-1}}
hvilket er sandt, hvis og kun hvis
{\displaystyle |\langle x,y\rangle |^{2}\leq \langle x,x\rangle \cdot \langle y,y\rangle }
eller ækvivalent:
{\displaystyle {\big |}\langle x,y\rangle {\big |}\leq \left\|x\right\|\left\|y\right\|.}
Q.E.D.

## Betydningsfulde specialtilfælde
- I tilfældet med det euklidiske rum Rn, fås

{\displaystyle \left(\sum _{i=1}^{n}x_{i}y_{i}\right)^{2}\leq \left(\sum _{i=1}^{n}x_{i}^{2}\right)\left(\sum _{i=1}^{n}y_{i}^{2}\right).} Specielt, i det Euklidiske vektorrum af dimension 2 eller 3 fås, at uligheden følger direkte, hvis prikproduktet er udtrykt ved vinklen mellem to vektorer: {\displaystyle |\mathbf {x} \cdot \mathbf {y} |=|\mathbf {x} ||\mathbf {y} ||\cos \theta |\leq |\mathbf {x} ||\mathbf {y} |}.  I dette tilfælde kan Cauchy-Schwarz' ulighed også udledes af Lagranges identitet ved at udelade et led. I tre dimensioner, n=3, bliver Lagranges identitet
{\displaystyle \langle x,x\rangle \cdot \langle y,y\rangle =|\langle x,y\rangle |^{2}+|x\times y|^{2}.}
- For indre produkt-rummet af kvadratisk integrable funktioner med komplekse værdier fås,

{\displaystyle \left|\int f(x)g(x)\,dx\right|^{2}\leq \int \left|f(x)\right|^{2}\,dx\cdot \int \left|g(x)\right|^{2}\,dx.}
En generalisering af disse to uligheder er Hölders ulighed.

## Anvendelse
Trekantsuligheden for det euklidiske indre produkt vises ofte som en konsekvens af Cauchy-Schwarz' ulighed, som følger:
Givet vektorer x og y, gælder
| {\displaystyle \\|x+y\\|^{2}} | {\displaystyle =\langle x+y,x+y\rangle }                                         |
|                               | {\displaystyle =\\|x\\|^{2}+\langle x,y\rangle +\langle y,x\rangle +\\|y\\|^{2}} |
|                               | {\displaystyle \leq \\|x\\|^{2}+2\|\langle x,y\rangle \|+\\|y\\|^{2}}            |
|                               | {\displaystyle \leq \\|x\\|^{2}+2\\|x\\|\\|y\\|+\\|y\\|^{2}}                     |
|                               | {\displaystyle =\left(\\|x\\|+\\|y\\|\right)^{2}}                                |
Ved at tage kvadratrødderne fås trekantsuligheden.
Cauchy-Schwarz' ulighed bruges typisk til at vise Bessels ulighed.